# Carnaval de Blancs i Negres
El Carnaval de Blancs i Negres (castellà: Carnaval de Negros y Blancos) de Pasto, Nariño (Colòmbia) és un dels carnavals que se celebren a Colòmbia; és un dels més emblemàtics del país. És declarat l'any 2002 patrimoni cultural pel congrés de la República de Colòmbia.